# Litherland
Litherland – wieś w Anglii, w hrabstwie ceremonialnym Merseyside, w dystrykcie metropolitalnym Sefton. Leży 9 km na północ od centrum Liverpool i 293 km na północny zachód od Londynu. W 2001 roku miasto liczyło 22 242 mieszkańców.